# Palacio de Justicia del Condado de Sheridan (Nebraska)
El Palacio de Justicia del Condado de Sheridan (en inglés, Sheridan County Courthouse) es un edificio de gobiernbo ubicado en ubicado en las calles Segunda y Sprague en Rushville, Nebraska (Estados Unidos). Fue construido en 1904 e incluido en el Registro Nacional de Lugares Históricos en 1990. También ha sido designado sitio histórico de Nebraska SH08-1. 
Es un ejemplo del tipo de arquitectura del "Capitolio del Condado". Junto con el Palacio de Justicia del Condado de Cherry es uno de los ejemplos "menos intrincados" de ese estilo, con una sola torre cuadrada y sin una cúpula.

## Galería

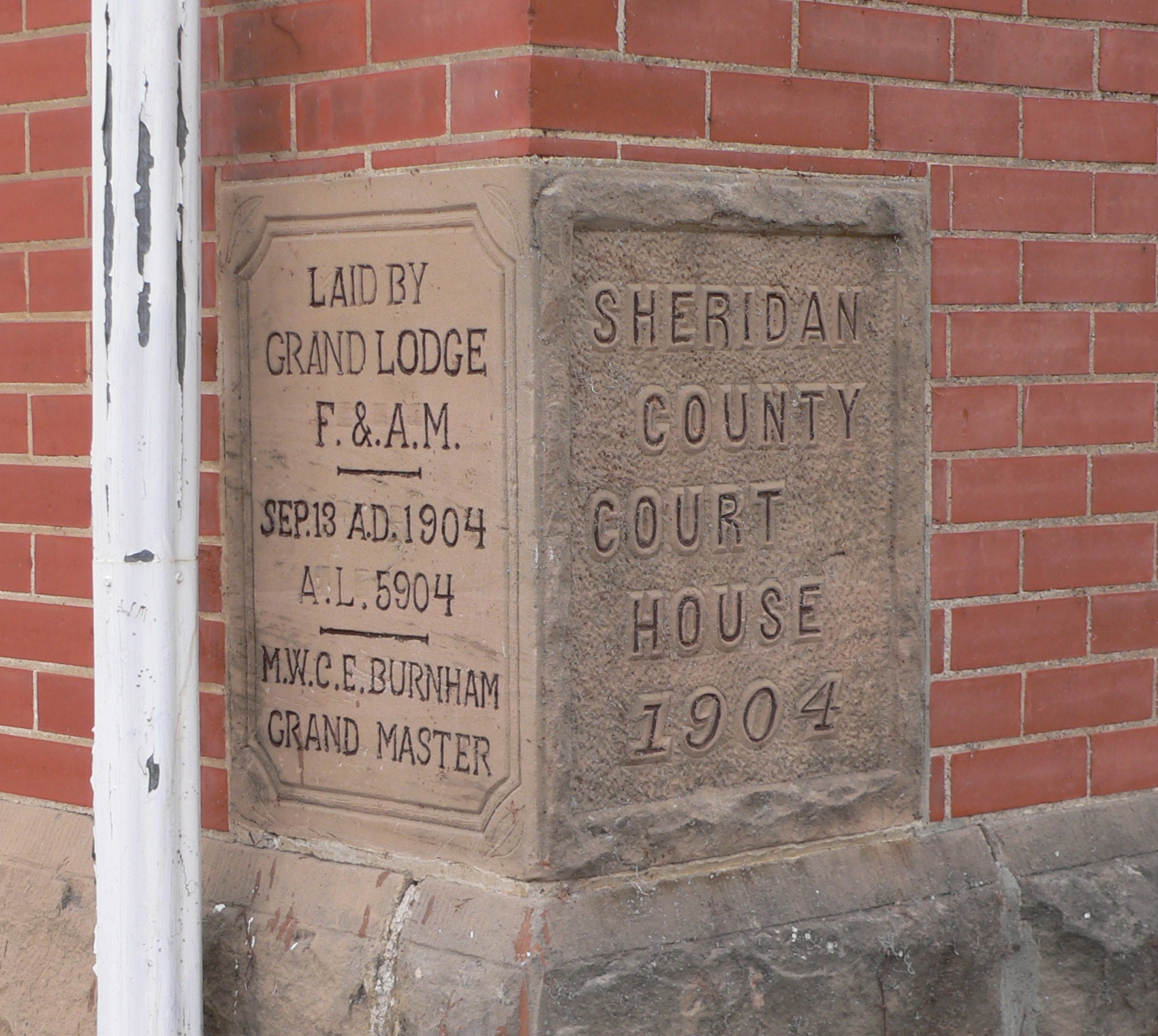
Piedra angular
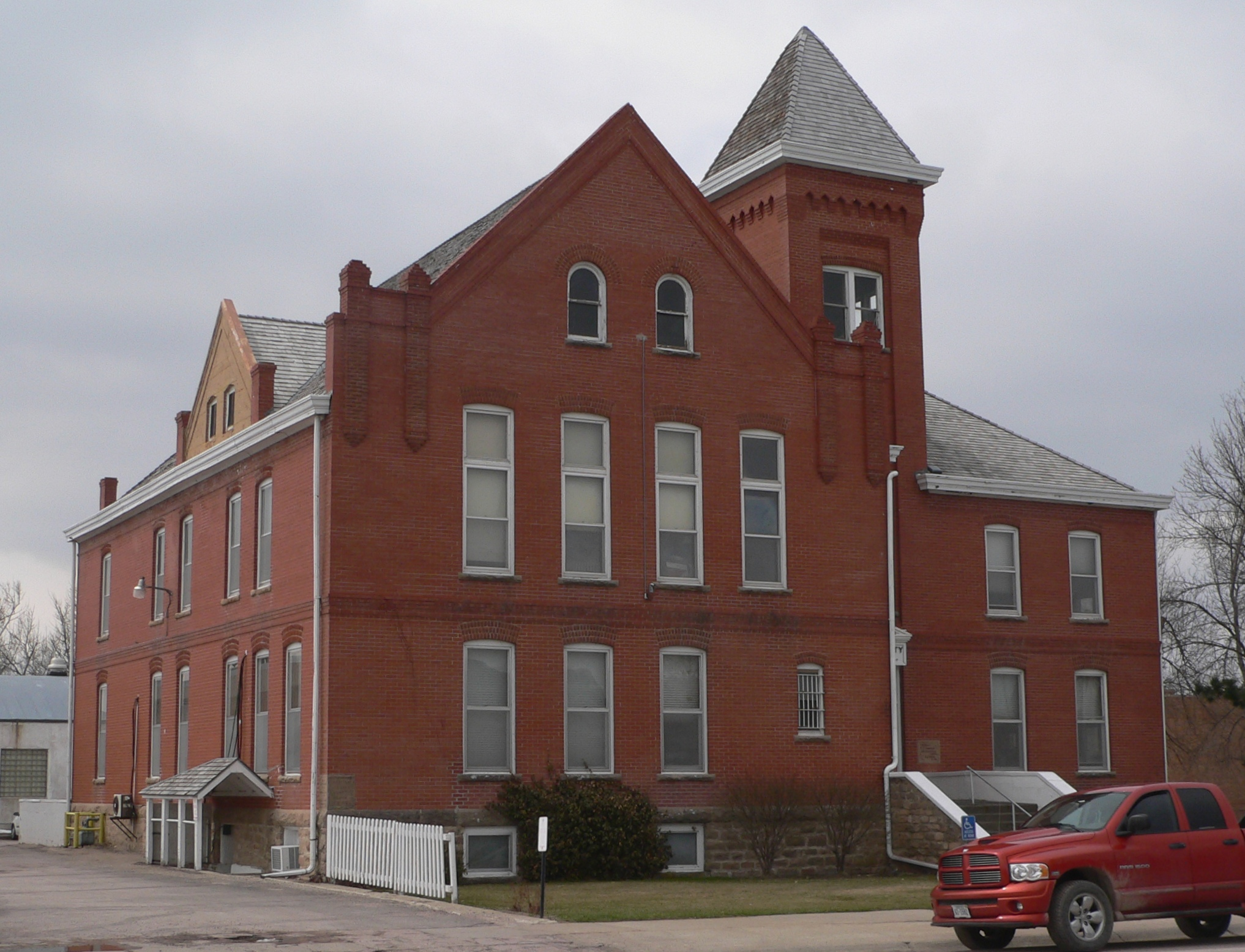
Costado nororiental
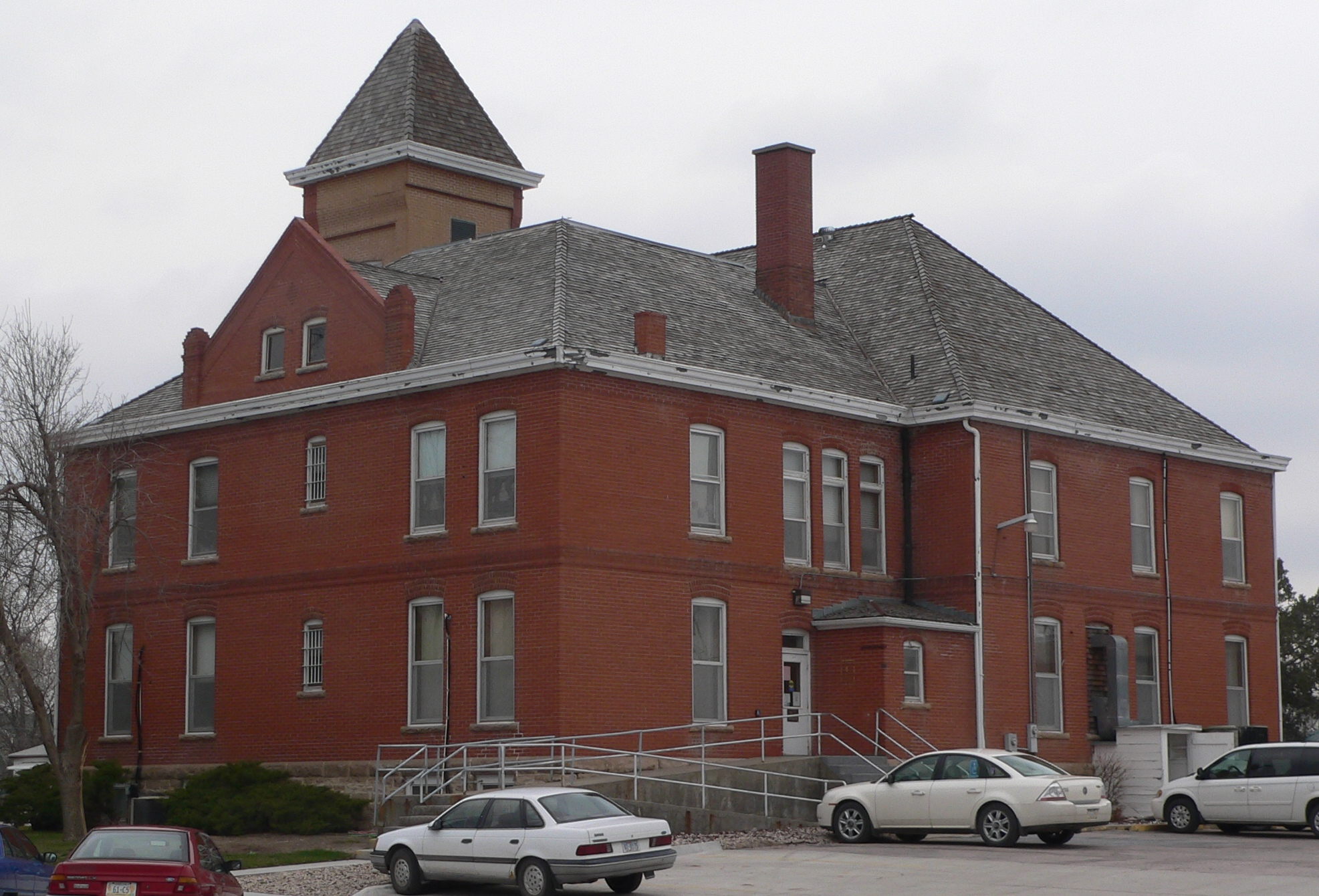
Costado soriccidental